# Alicia Lizárraga
Zoila Alicia Díaz Lizárraga de Rojas (Cusco, 4 de mayo de 1917 - Lima, 13 de agosto de 2004) más conocida como Alicia Lizárraga, fue una cantautora peruana, cuyos diversos temas fueron interpretados por destacados cantantes latinoamericanos. Se le conoció popularmente como La Cholita Linda del Perú.

## Biografía
Alicia Lizárraga nació en Cuzco, el 4 de mayo de 1917. De padres arequipeños, usó el apellido de su madre Zoila Lizárraga Morán como artístico, separada de su padre de apellido Díaz. Con seis años llega a Lima desde Arequipa, a mediados de los años 20's del siglo XX. Muy joven se ha destacado en el canto en actuaciones escolares, contrae matrimonio a la edad de 16 años con el heredero de los Almacenes Santa Catalina con quien tuvo dos hijos, Guillermo y Carlos Rojas Díaz quienes cursaron estudios en Buenos Aires, Argentina recibiéndose de médico cirujano e ingeniero agrónomo respectivamente. Inicia su carrera artística en la década de los 30's formando dúo con Nelly Villena llamado "Las Trigueñitas", interpretando canciones de México, como solista incursiona en el tango, ritmo tan de moda entre la juventud de aquellas épocas y su etapa de Música Criolla Peruana vino luego destacándose como una de las mejores del género. En 1938 apareció en la película musical Gallo de mi galpón.
El epíteto de "La Cholita linda del Perú" se lo coloca un periodista en una visita que hiciera a Santiago de Chile, logrando cautivar por su belleza de mujer arequipeña, entre sus constantes viajes al extranjero comentaba la cantante, en esas tertulias bohemias criollas, que fue muy especial el que realizó a Buenos Aires en 1944, donde hizo una serie de grabaciones para el sello Odeón con la Orquesta del maestro compositor y orquestador don Jorge Huirse. En esa época obtuvo el título de la "Reina de la Radio en el Perú" y llevó su arte por toda la Argentina y compartió escenario y éxitos con los grandes del tango de esos años, conoció a Eva Perón cuando estaba empezando en Radio Belgrano de Buenos Aires y Alicia siendo ya una artista consagrada en dicha casa radial. Cultivaría después la amistad como prioridad con dos grandes de la música argentina: Libertad Lamarque y Mercedes Simone quienes se intercambiaban temas para llevarlos al disco.
Fue amiga cercana de Jorge Negrete, Celia Cruz, Mario Moreno Cantinflas, su composición "Pobre Corazón" fue llevada al disco por Rolando Laserie, Carmen Sevilla e interpretada por diversas cantantes de su país. 
En Miami, grabaría una Rumba Flamenca "La Felicidad" y también  "Vivencias y Ritmos", "Polka y Rock", ambas de la inspiración de la directora de iberoamericana internacional, Sonia Valdivia, las que incorporaría a su repertorio. 
Alicia Lizárraga se caracterizó por su voz de timbre agradable rica en matices y de suave ondulación. Fue la primera intérprete peruana que cantó en el Tropicana en La Habana, Cuba, también en México, Brasil, Chile, Uruguay, Paraguay, Colombia, Bolivia, Estados Unidos y Canadá. Ha sido condecorada por los gobiernos de Manuel Prado y Ugarteche, de Juan Velasco Alvarado, de Alan García, que le otorgó el reconocimiento oficial como miembro de Las Seis Grandes de la Canción Criolla en Palacio de Gobierno y del Alcalde de Lima, Alberto Andrade, que le brindó un homenaje por el Día de la Canción Criolla, conjuntamente con el maestro pianista Manolo Ávalos.